# Deutsche Marine

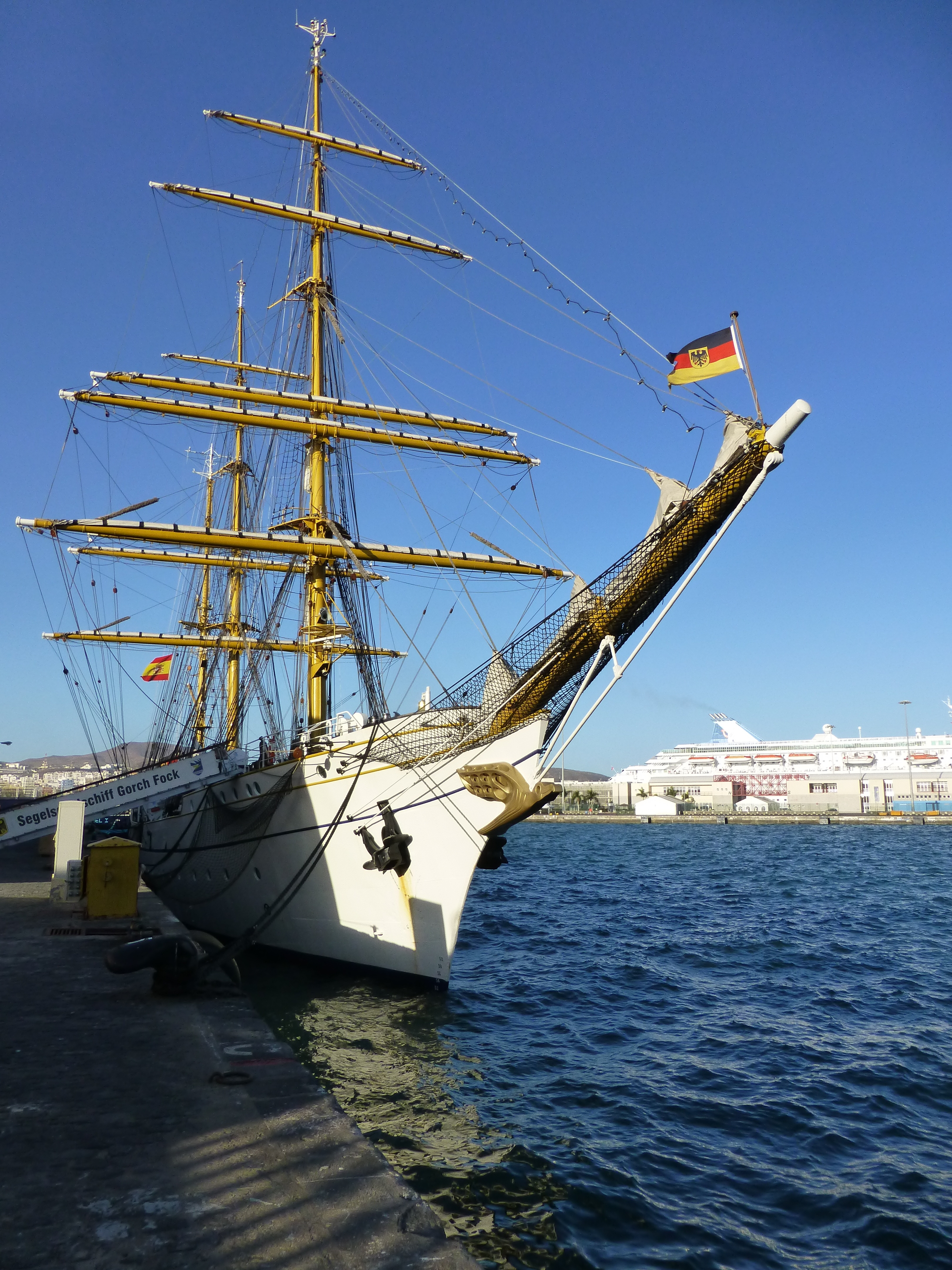
Gorch Fock (1958), buque escuela de vela.

La Deutsche Marine (pronunciado /ˈdɔɪ̯t͡ʃə maˈʁiːnə/ⓘ) es la marina de guerra de Alemania, continuadora desde la reunificación alemana en 1990 de la antigua Bundesmarine, la Armada de la República Federal de Alemania.

## Historia
Los primeros intentos de formar una marina fuerte en Alemania se llevaron a cabo bajo el mandato del káiser Guillermo II de Alemania. A lo largo de su historia, la Marina Alemana ha tomado diversos nombres:
1. Preußische Marine (Armada prusiana), de 1701 a 1867.
2. Marine des Norddeutschen Bundes, de 1867 a 1871.
3. Kaiserliche Marine, de 1871 a 1919.
4. Reichsmarine (Vorläufige Reichsmarine; Armada imperial provisional), de 1919 a 1935.
5. Kriegsmarine, de 1935 a 1945.
6. German Mine Sweeping Administration (Administración Alemana para el Desminado Naval), de 1945 a 1948.
7. Bundesmarine, de 1956 a 1990 (República Federal de Alemania, RFA).
8. Volksmarine, de 1956 a 1990 (República Democrática Alemana, RDA).
9. Deutsche Marine, desde su reunificación en 1990.

### Comienzos
Después de terminar la Segunda Guerra Mundial, Alemania se convirtió en un país desmilitarizado. Bajo el comando supremo aliado todavía quedan algunas fracciones pequeñas de la anterior Marina de guerra (Kriegsmarine).
La Marina Federal (en alemán Bundesmarine) tenía una estructura diferente de su marina precursora ("Kriegsmarine"). Desde el principio tuvo que adaptarse a la doctrina de la OTAN. Sin embargo, había todavía conceptos de la primera mitad de los años 1950 del siglo XX, que no fueron adaptados a una línea de pensamiento más actual. Dos factores sustanciales afectaban a estas consideraciones:
1. En primer lugar, los ejércitos del Pacto de Varsovia) amenazaban a la República Federal por tierra, a lo largo de la frontera interior alemana.
2. Por otra parte, los Estados de la OTAN no se preocuparon específicamente del espacio marítimo. El frente en tierra era la prioridad para todo el planeamiento de defensa alemán; por lo tanto, las primeras consideraciones para la marina de guerra alemana tuvieron como objetivo facilitar el desembarco de las fuerzas anfibias aliadas en la retaguardia del enemigo. Sin embargo, como los medios del dispositivo de seguridad en las entradas del mar Báltico no estaban preparados para enfrentar grandes amenazas en el área de la costa, la marina de guerra alemana debía asumir el control de tales tareas, además de preparar y asegurar el previsto desembarco aliado. Para esta finalidad, se dotó a la armada federal alemana de destructores, lanchas rápidas, dragaminas, buques de desembarco y otras tropas de apoyo.

## Embarcaciones de la Marina Alemana
La Marina Alemana disponía en 2024 de la siguiente flota:

Pabellón naval de Alemania.

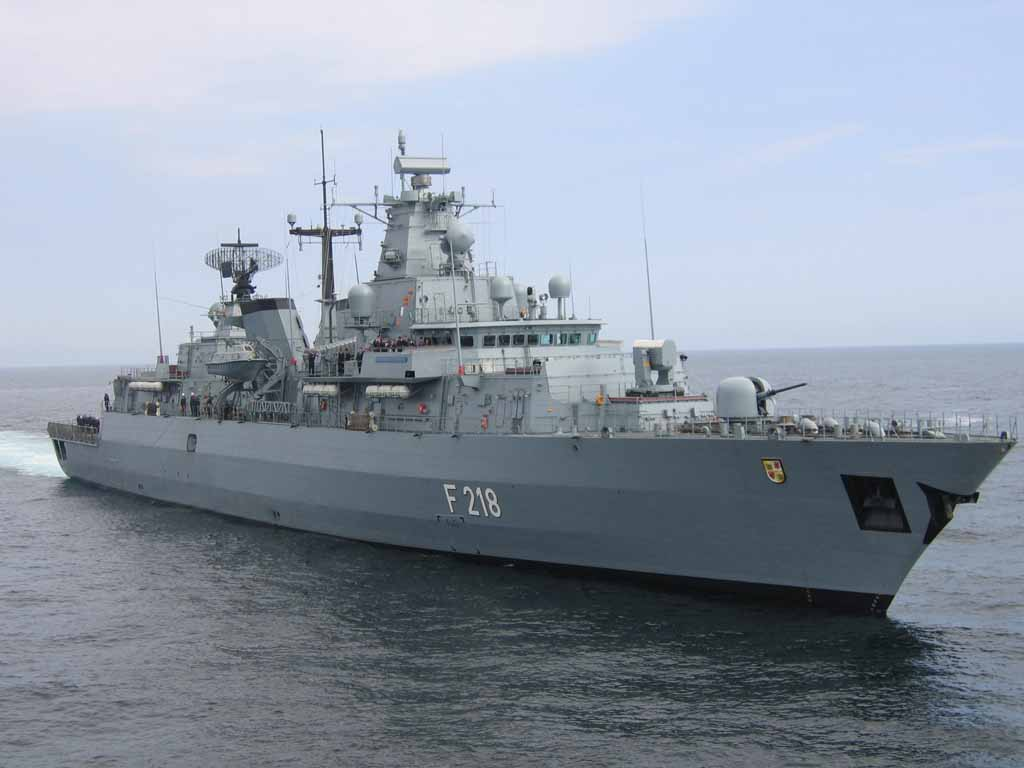
Fragata F 218 en el Mar del Norte.

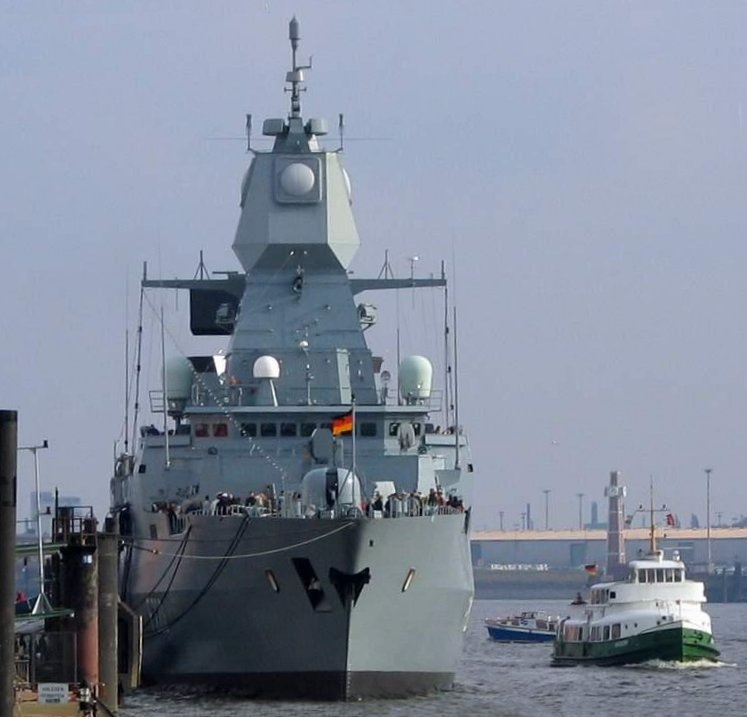
Fragata F 220 en el puerto de Hamburgo.

### Buques
- 11 fragatas, distribuidas así:
  - 4 de la clase Baden-Württemberg (F125): Baden-Württemberg (F 222), Nordrhein-Westfalen (F 223), Sachsen-Anhalt (F 224), Rheinland-Pfalz (F 225)
  - 3 de la clase Sachsen (F 124): Sachsen (F 219), Hamburg (F 220), Hessen (F 221)
  - 4 de la clase Brandenburg (F 123): Brandenburg (F 215), Schleswig-Holstein (F 216), Bayern (F 217), Mecklenburg-Vorpommern (F 218)
- 5 corbetas
  - 5 de la Clase Braunschweig (F 130): Braunschweig (F 260), Magdeburg (F 261), Erfurt (F 262), Oldenburg (F 263), Ludwigshafen am Rhein (F  264),
- 12 dragaminas
  - 2 de la clase ''Ensdorf'' (352): Pegnitz (M 1090), Siegburg (M 1098)
  - 10 de la clase ''Frankenthal'' (332) Fulda (M 1058), Weilheim (M 1059), Rottweil (M 1061), Sulzbach-Rosenberg M 1062), Bad Bevensen (M 1063), Grömitz (M 1064), Dillingen (M 1065), Bad Rappenau (M 1067), Datteln (M 1068), Homburg (M 1069)

- 6 submarinos:
  - 6 U-Boote de la clase 212 (212A): U 31, U 32, U 33, U 34, U 35, U 36

- 18 buques auxiliares
  - 3 buques de aprovisionamiento clase ''Berlin'' (702): Berlin (A 1411), Frankfurt am Main (A 1412), Bonn (A 1413)
  - 2 buques cisterna clase ''Rhön'' (704)
  - 6 buques de aprovisionamiento clase ''Elbe'' (404)
  - 3 buques de reconocimiento clase ''Oste'' (423)
  - 2 remolcador oceánico "Rügen" "Borkum"
  - 1 buque de investigación clase "Planet"
  - 1 gran velero de la clase ''Gorch Fock'' (A 60)

### Aeronaves
- 4 aviónes
  - 2 aviones de reconocimiento marítimo P-3 Orion[1]
  - 2 aviones de reconocimiento de contaminación marina Dornier Do 228 LM[2]
- 40 helicópteros
  - 22 helicópteros Sea Lynx Mk 88A[3]
  - 18 helicópteros NH-90 NTH Sea Lion[4]

## Futuros desarrollos
- El gobierno alemán ha anunciado la selección en enero de 2020 y la contratación en junio de 2020 de Damen Group como contratista principal, junto con los socios Blohm+Voss y Thales , para el suministro de cuatro fragatas MKS 180 (Mehrzweckkampfschiff 180) para buques de combate multipropósito, con opción a 2 barcos adicionales. En junio de 2024, las 2 opciones se convirtieron en pedidos en firme.[5] Los barcos se construirán en el astillero Blohm + Voss en Hamburgo y en otros astilleros del Grupo Lürssen del norte de Alemania.[6]
- Dos submarinos Tipo 212 más desarrollados con avances significativos (Diseño Común) serán diseñados y adquiridos con Noruega en la próxima década.[7] El contrato se firmó en julio de 2021,[8] donde, según el comunicado oficial, la "NDMA y sus homólogos alemanes en el Bundesamt für Ausrüstung, Informationstechnik und Nutzung der Bundeswehr (BAAINBw) adquirirán seis nuevos submarinos: cuatro noruegos y dos alemanes, así como misiles de ataque naval para uso en buques de guerra alemanes y noruegos". Según ThyssenKrupp Marine Systems  la entrega de los dos barcos para la Armada alemana está prevista para 2032 y 2034.[9]
- Se encargan cinco corbetas clase Braunschweig adicionales y se entregarán entre 2025 y 2026.[10]
- Se ordenó a los helicópteros NH90 NFH 'Sea Tiger' que reemplazaran a Lynx en la función ASW/AsuW, originalmente ordenados por el ejército alemán como variante NH90 TTH con entregas planificadas a partir de 2025 en adelante. Se pueden pedir hasta 31.
- El Saab Skeldar ha sido encargado como banco de pruebas para un futuro UAV marítimo para la corbeta clase Braunschweig.[11]
- Integración de los Marines de la Armada Alemana (Sea batallion) en el Cuerpo de Marines de los Países Bajos y uso de los barcos anfibios de la Armada Real de los Países Bajos, como el Buque de apoyo conjunto HNLMS Karel Doorman (A833) a partir de 2016.
- En junio de 2020, se anunció que la Marina alemana y la Marina Real de los Países Bajos cooperarán y planificarán el reemplazo futuro tanto de la fragata de clase Sachsen como de la fragata de clase De Zeven Provinciën a partir de 2030.[12]

## Organización

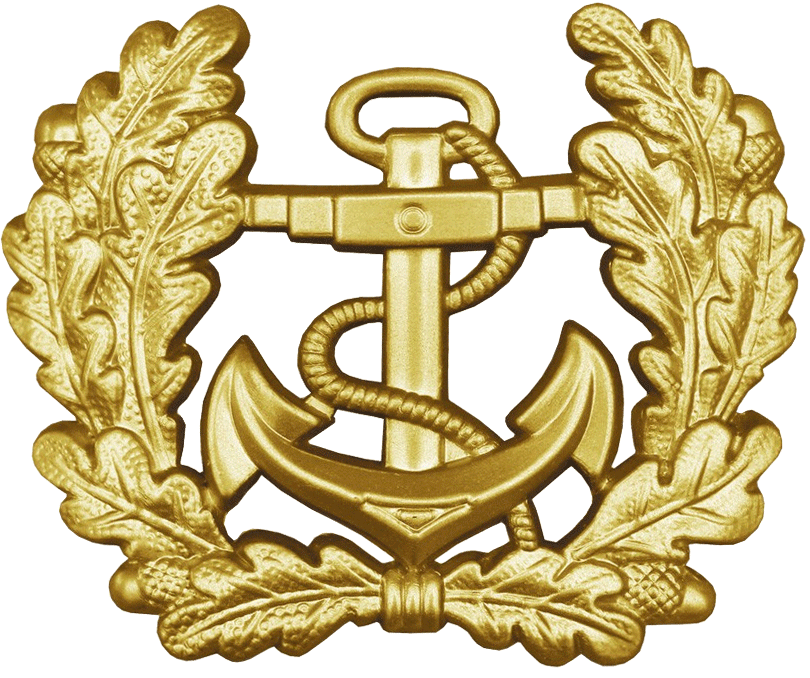

La marina de guerra alemana está bajo el mando del jefe del personal naval en el Ministerio federal de Defensa en Bonn. Los comandos principales son el Comando de la Flota en Glücksburg, cerca de Flensburg, y la Oficina Naval en Rostock. La flota está mandada por el Comandante en Jefe y abarca todos los buques de combate, aviones, helicópteros y otro tipo de fuerzas de combate, mientras que las escuelas, las bases navales y las instalaciones de pruebas están bajo articulado de la Oficina Naval. La marina de guerra está compuesta por cerca de 19.000 hombres y mujeres, así como otros 6.000 militares de la marina de guerra ocupando diversos elementos comunes de la organización militar central del Bundeswehr. La marina de guerra, como parte del Bundeswehr, es responsable de desarrollar y de proporcionar las operaciones marítimas de las fuerzas armadas alemanas.
- Commando de la Flota (Flottenkommando), Glücksburg
  - 1ª Flotilla (Einsatzflottille 1), Kiel
    - HQ 1st Flotilla
      - Centre of Excellence for Operations in Confined and Shallow Waters (COE CSW)

    - 1º Escuadrón de Corbetas (1. Korvettengeschwader), Warnemünde
    - 1º Escuadrón de Submarinos (1. Unterseebootgeschwader), Eckernförde
    - Centro de Instrucción de Submarinos (Ausbildungszentrum Unterseeboote), Eckernförde
    - 3º Escuadrón de Contraminas (3. Minensuchgeschwader), Kiel
    - 7ª Flota de Patrulleras (7. Schnellbootgeschwader), Warnemünde
    - 5º Escuadrón de Contraminas  (5. Minensuchgeschwader), Kiel
    - Grupo de Escolta, (Marineschutzkräfte), Eckernförde
      - HQ
      - 3x Force Protection companies (Marinesicherungskompanie)
      - HUMINT platoon (Feldnachrichtenzug)

    - Grupo Especial de Guerra (Spezialisierte Einsatzkräfte Marine), Eckernförde
      - HQ
      - combat diver company (Kampfschwimmerkompanie)
      - mine clearance diver company (mine countermeasures and explosive ordnance disposal; Minentaucherkompanie)
      - Compañía embarcada
      - Compañía de Entrenamiento (Ausbildungsinspektion)

  - 2ª Flotilla (Einsatzflottille 2), Wilhelmshaven
    - Cuartel General 2ª Flotilla
    - 2º Escuadrón de Fragatas (2. Fregattengeschwader), Wilhelmshaven
    - 4º Escuadrón de Fragatas (4. Fregattengeschwader), Wilhelmshaven
    - Escuadrón  Auxiliar(Trossgeschwader), Wilhelmshaven/Kiel

  - Ala aereronaval 3 (Marinefliegergeschwader 3), Nordholz
  - Ala aereonaval 5 (Marinefliegergeschwader 5), Kiel
  - Instituto Médico Naval (Schiffahrtsmedizinisches Institut), Kiel (responsible especially for diving medicine)

### Oficina Naval
- Oficina naval (Marineamt), Rostock
  - Departamento para el desarrollo de la Marina, Bremerhaven
  - Escuela naval (Admiral Naval Training)
    - Academia naval (Marineschule Mürwik), Flensburg-Mürwik
    - Acadeia de SUboficiales (Marineunteroffiziersschule), Plön
    - Escuela de Ingeniería Naval (Marinetechnikschule), Parow, Stralsund
      - Centro de formación en seguridad naval (Ausbildungszentrum für Schiffssicherung), Neustadt in Holstein

    - Escuela Naval de Operaciones (Marineoperationsschule), Bremerhaven

  - Instalaciones de Apoyo (Unterstützungseinrichtungen)
    - Base Comando Naval (Marinestützpunktkommando) Wilhelmshaven
    - Base Comando Naval (Marinestützpunktkommando) Eckernförde
    - Base Comando Naval (Marinestützpunktkommando) Kiel
    - Base Comando Naval (Marinestützpunktkommando) Warnemünde
    - Mando de pruebas de la Armada (Kommando Truppenversuche der Marine), Eckernförde
    - Mando de Sistemas del Mando Naval (Kommando Marineführungssysteme), Wilhelmshaven

### Rangos

#### Oficiales
- Seekadett - Cadete/Aspirante
- Fähnrich zur See - Guardiamarina
- Oberfähnrich zur See - Alférez de fragata
- Leutnant zur See - Alférez de navío
- Oberleutnant zur See - Lieutenant (junior grade)/Sublieutenant
- Kapitänleutnant - Lieutenant
- Stabskapitänleutnant - First Lieutenant
- Korvettenkapitän - Capitán de Corbeta
- Fregattenkapitän - Capitán de Fragata
- Kapitän zur See - Capitán de Navío
- Flottillenadmiral - Almirante de Flotilla
- Konteradmiral - Contraalmirante
- Vizeadmiral - Vicealmirante
- Admiral - Almirante